# Pedro Régis
Pedro Régis est une ville brésilienne du nord-est de l'État de la Paraíba.
Sa population était estimée à 5 588 habitants en 2007. La municipalité s'étend sur 73 km2.